# Jurij Ivanovics Kosztenko
Jurij Ivanovics Kosztenko (ukránul: Юрій Іванович Костенко; Nova Obogyivka, 1951. június 12.) ukrán gépészmérnök, politikus, az Ukrán Néppárt elnöke volt. 1992-től többször töltött be miniszteri posztokat, 1999 decemberétől az Ukrán Népi Mozgalom elnöke volt. A 2000-es évek elejétől a Mi Ukrajnánk párt színeiben politizál.

## Élete
Ukrajna Vinnicjai területének az egykori Obogyivkai járásában (ma: Trosztyanecki járás) fekvő Novo Obogyivka faluban született. Apja, Ivan Ivanovics Kosztenko (1924–1996) mérnökként dolgozott egy cukorgyárban, anyja, Ljudmila Mihajlivna Kosztenko (1922–1985) tanár volt.

### Szakmai karrierje
1968-ban kezdte meg tanulmányait a Zaporizzsjai Gépipari Főiskolán (ma: Zaporizzsja Nemzeti Műszaki Egyetem) hegesztés szakon. Felsőfokú tanulmányait 1973-ban fejezte be, és kapott gépgyártástechnológus gépészmérnöki diplomát. Ezt követően Kijevben, az Ukrán Tudományos Akadémia Jevhen Paton nevét viselő, hegesztéssel foglalkozó kutatóintézetben dolgozott, 1973–1978 között mérnökként és tudományos segédmunkatársként, 1978-tól 1982-ig vezető mérnökként. 1982-től a tudományos fokozatszerzéshez aspirantúrát kezdett, melyet 1985-ben fejezett be. 1986-ban védte meg kandidátusi disszertációját, melynek címe „A fémek plazma-megmunkálása” (Plazmova obrobka metaliv) volt. Ezt követően ugyanebben az intézetben az új technológiai folyamatokkal foglalkozó laboratórium tudományos munkatársa volt.

### Politikai pályafutása
Az 1980-as évek végén kapcsolódott be az ukrán politikai életbe. Már 1989-ben tagja lett az ukrán függetlenségi harcban kulcsszerepet játszó Ukrán Népi Mozgalomnak (NRU, vagy röviden Ruh). Aktívan részt vett a párt életében, ahol egyre fontosabb személlyé vált. 1990 márciusában a 22. sz. egyéni választókerületből (a szavazatok 57%-ával) parlamenti képviselővé választották. Közben előre lépett a párt-hierarchiában is, 1991-ben az NRU kijevi területi szervezetének elnökévé választották. 1992 októberében kinevezték környezetvédelmi miniszternek, ezért lemondott a területi pártvezetői posztjáról.
Az 1994 márciusában megtartott ukrajnai parlamenti választáson Kosztenko ismét a 22. sz. egyéni választókerületből, a szavazatok 52,19%-ával jutott be az ukrán parlamentbe. Egy év múlva, 1995 júliusában másodszor is megkapta a környezetvédelmi miniszteri posztot, melyet 1998. május 8-ig töltött be.
Az 1998-as parlamenti választáson az NRU listájáról választották parlamenti képviselővé. A parlamentben a Mi Ukrajnánk (Nasa Ukrajina) frakció tagja volt.
Indult az 1999. öszi elnökválasztáson, ahol 2,17%-os eredményt ért el.
A 2002. március 31-i ukrajnai parlamenti választáson a Mi Ukrajnánk pár pártlistáján indult, ahonnan mandátumot szerzett. 2002 májusától a Mi Ukrajnánk frakcióvezető-helyettese, 2002 júniusától az energiaszektorral, a nukleáris iparral és nukleáris biztonsággal foglalkozó parlamenti bizottság tagja volt, valamint az Európa Tanács Parlamenti Közgyűlése ukrán állandó delegációjának a tagjává választották.

## Magánélete
Felesége Irina Lvivna Kosztenko (sz. 1964) újságíró. Egy fia van, Rosztiszlav Jurijovics Kosztenko (sz. 1980).
Hobbija a hegymászás. 1988-ban megmászta a Pamír második legmagasabb, 7134 m-es csúcsát, a Lenin-csúcsot.

## Külső hivatkozások
- Jurij Kosztenko hivatalos honlapja (ukránul)
- Az Ukrán Néppárt (UNP) honlapja (ukránul)